# Болеслав I Опольский
Болеслав I Опольский (пол. Bolko (Bolesław) I opolski; 1254/1258 — 14 мая 1313) — князь Опольский (1281/1282—1313), третий сын князя опольского Владислава I и Евфимии Великопольской. Представитель династии Силезских Пястов.

## Биография
Около 1277 года Болеслав был объявлен соправителем своего отца в Опольско-ратиборском княжестве, несмотря на то, что он был только третьим сыном. После смерти князя Владислава I в 1281/1282 году его сыновья разделил княжество: старший сын Мешко и самый младший сын Пшемыслав получили Рацибуж, а Болеслав и его старший брат Казимир унаследовали Ополе. Совместное правление братьев продлилось два года, до 1284 года, когда они договорились разделить свое княжество: собственно Опольское княжество с городами Ополе, Немодлин и Стшельце досталось Болеславу, а для Казимира было выделено Бытомское княжество. 
По неизвестным причинам Болеслав, в отличие от трех своих братьев, выбрал политику тесного сотрудничества с их зятем Генрихом IV Пробусом, князем Вроцлавским. Наиболее ярко это проявилось в ходе многолетнего конфликта Генриха IV с епископом Вроцлавским Томашем II Зарембой: Болеслав Опольский активно поддерживал Генриха IV (например, в 1283 году князь Опольский принял участие в Съезде епископов в Нисе). В 1287 году, во время апогея этого конфликта, Болеслав Опольский был посредником между Томашем Зарембой и Генрихом IV.
30 сентября 1288 года умер, не оставив потомства, князь-принцепс Польши, князь Краковский и Сандомирский Лешек II Черный. Основными претендентами на краковский трон были двоюродный брат покойного князя-принцепса Болеслав II Мазовецкий, князь плоцкий, и Генрих IV Пробус. Военная поддержка двоюродных братьев Владислава Локотека, князя Куявского, и Казимира II Ленчицкого первоначально принесла успех Болеславу Плоцкому. 26 февраля 1289 года выступившая в поддержку Генриха IV Пробуса силезская армия под командованием князей Генриха III Глогувского, Пшемысла Сцинавского и Болеслава I Опольского неожиданно атаковала Севеж, рассчитывая на поддержку старосты Кракова Сулка Медведя. Чрезвычайно кровопролитное сражение закончилось поражением силезских войск; князь Пшемысл Сцинавский был убит в бою, а Болеслав Опольский тяжело ранен и взят в плен Владиславом Куявским, который освободил его только через год после уплаты большого выкупа.
23 июня 1290 года князь Генрих IV Пробус неожиданно скончался, вероятно, в результате отравления. В своем завещании он назвал своими наследниками князей Генриха III Глогувского и Пшемысла II Великопольского. После этого Болеслав Опольский решил переориентироваться на союз с королем Чехии Вацлавом II. 17 января 1291 года в Оломоуце было подписано соглашение, по котором Болеслав I вместе с братьями Мешко I и Казимиром обязался выступить со своими войсками против любого врага династии Пржемысловичей. Также братья принесли вассальную присягу Вацлаву II (по другим данным оммаж был принесен в 1292 году). В последующие годы Болеслав I активно участвовал в польских проектах короля Чехии, в 1292 году поддержал поход на Серадз против Владислава Локотека. Не остался он в стороне и от войны со своим старым врагом князем Куявским в 1296 году, в которой поддержал Генриха III Глогувского в его попытке завоевать Великую Польшу.
Тесное сотрудничество с Чешским королевством привело к значительному усилению влияния Болеслава I Опольского и способствовало его участию в международных политических делах. В 1297 году он принял участие в коронации своего покровителя Вацлава II и был назначен посредником в конфликте между церковными иерархами Оломоуца и Вроцлава. Год спустя, в 1298 году, авторитет князя Опольского достиг своего апогея, когда он был направлен в Майнц в качестве представителя короля Вацлава II на коллегии выборщиков, избравшей Альбрехта I Габсбурга новым королем Германии. Позже в том же году Болеслав I участвовал в походе против свергнутого короля Адольфа Нассауского.
В 1300 году Вацлав II занял польский трон, и Болеслав I принял участие в церемонии его коронации в Кракове в качестве короля Польши. Вскоре после этого заслуги князя Опольского были вознаграждены, когда он был назначен старостой Кракова.
Пресечение династии Пржемысловичей в 1306 году на время нарушило многолетний альянс Болеслава I с Чешским королевством, и он стал налаживать значительно ухудшившиеся отношения с соседями. Князь Опольский попытался вернуться на политическую сцену в 1311 году, во время восстания войта Альберта против короля Владислава I Локотека. Восставшие, представлявшие в основном немецкоговорящих жителей столицы Польши, хотели передать польскую корону королю Чехии Иоганну Люксембургскому, и Болеслав Опольский появился со своей армией в Кракове как представитель короля Чехии. Однако ему не удалось взять штурмом Вавельский замок и вместе с мятежным войтом Альбертом он был вынужден вернуться в Ополе, где по непонятной причине заключил Альберта в тюрьму.
Во внутренней политике Болеслав I был известен главным образом своей необычайной щедростью по отношению к церкви. В частности, он поддерживал цистерцианский монастырь в Емельнице и францисканский монастырь в Ополе, где он построил часовню Святой Анны. Он также добился экономического развития своего княжества после того, как предоставил многим населенным пунктам Магдебургское право.
Князь Болеслав I Опольский умер 14 мая 1313 года и был похоронен во францисканской церкви в Ополе. После его смерти Опольское княжество было разделено между его тремя сыновьями (Болеславом Первородным, Болеславом Опольским и Альбертом Стшелецким): Болеслав Первородный получил во владение Немодлин, Болеслав II — Ополе, Альберт — Стшельце.

## Семья
Болеслав Опольский был женат на Агнессе (ум. 1301), происхождение которой неизвестно. Некоторые источники  считают ее дочерью маркграфа Бранденбургского Оттона. В то же время в некрополе собора Святого Винсента во Вроцлаве существуют могила некоей «Гримиславы, княгини Опольской», что дало основание ряду источников  считать ее дочерью белзского князя Всеволода Александровича, сына Александра Всеволодовича, и первой женой Болеслава. Но так как датой ее смерти указано 13 сентября 1286 года, она не могла быть матерью его детей. Дети Болеслава I Опольского (предположительно от Агнессы):
- Болеслав Первородный (ок. 1293―1362/1365), князь немодлинский
- Болеслав II (до 1300—21 июня 1356), князь опольский
- Альберт (после 1300—1366/1375), князь стшелецкий.